# Saint-André (Reunion)
Saint-André – miasto na Reunionie (departamencie zamorskim Francji). Według danych INSEE w 2019 roku liczyło 57 366 mieszkańców. Przemysł spożywczy, włókienniczy.